# Lisbon (Connecticut)
Lisbon – miasto w Stanach Zjednoczonych, w stanie Connecticut, w hrabstwie New London.